# Edward H. Rollins
Edward H. Rollins (Somersworth, 1824. október 3. – Isles of Shoals, 1889. július 31.) az Amerikai Egyesült Államok szenátora (New Hampshire, 1877–1883).